# Fußballsportverein Frankfurt 1899 1999-2000
Questa voce raccoglie le informazioni riguardanti il Fußballsportverein Frankfurt 1899 nelle competizioni ufficiali della stagione 1999-2000.

## Stagione
Nella stagione 1999-2000 il FSV Francoforte, allenato da Michael Blättel, concluse il campionato di Regionalliga sud al 14º posto, perse lo spareggio con il Jahn Ratisbona e fu retrocesso in Oberliga.

## Rosa
| N. |                          | Ruolo | Calciatore               |
| -- | ------------------------ | ----- | ------------------------ |
|    | Germania (bandiera)      | P     | Rene Glasenhardt         |
|    | Germania (bandiera)      | P     | Jürgen Hoffelner         |
|    | Germania (bandiera)      | P     | Bahadir Livgökmen        |
|    | Germania (bandiera)      | D     | Jens Boehnke             |
|    | Germania (bandiera)      | D     | Carsten Hennig           |
|    | Germania (bandiera)      | D     | Michael Klein            |
|    | Germania (bandiera)      | D     | Christian Leßmann        |
|    | Portogallo (bandiera)    | D     | Michael Pereira da Silva |
|    | Corea del Sud (bandiera) | D     | Kyung-Hwan Park          |
|    | Germania (bandiera)      | D     | Achim Piske              |
|    | Germania (bandiera)      | D     | Thomas Timmermann        |
|    | Italia (bandiera)        | C     | Antonio Castellino       |

| N. |                     | Ruolo | Calciatore             |
| -- | ------------------- | ----- | ---------------------- |
|    | Brasile (bandiera)  | C     | Elton da Costa         |
|    | Turchia (bandiera)  | C     | Mikayil Kabaca         |
|    | Germania (bandiera) | C     | Thomas Lasser          |
|    | Marocco (bandiera)  | C     | Youssef Mokhtari       |
|    | Germania (bandiera) | A     | Steffen Bury           |
|    | Germania (bandiera) | A     | Steffen Bury           |
|    | Italia (bandiera)   | A     | Emanuele Giuliana      |
|    | Ghana (bandiera)    | A     | Alexander Opoku        |
|    | Germania (bandiera) | A     | Yilmaz Örtülü          |
|    | Germania (bandiera) | A     | Andreas Rüppel         |
|    | Austria (bandiera)  | A     | Christoph Westerthaler |

## Organigramma societario
Area tecnica
- Allenatore: Michael Blättel
- Allenatore in seconda:
- Preparatore dei portieri:
- Preparatori atletici:
- Analisi video:

## Calciomercato

### Sessione estiva
| Acquisti | Acquisti        | Acquisti             | Acquisti |
| R.       | Nome            | da                   | Modalità |
| -------- | --------------- | -------------------- | -------- |
| A        | Steffen Bury    | Darmstadt            |          |
| C        | Thomas Lasser   | Alemannia Aquisgrana |          |
| A        | Frank Laviani   | SW Bregenz           |          |
| C        | Daniel Neamtu   | Târgoviște           |          |
| A        | Alexander Opoku | Remscheid            |          |
| A        | Yilmaz Örtülü   | Darmstadt            |          |
| D        | Achim Piske     | FSV Fernwald         |          |

| Cessioni | Cessioni       | Cessioni       | Cessioni |
| R.       | Nome           | a              | Modalità |
| -------- | -------------- | -------------- | -------- |
| D        | Markus Gaubatz | Uerdingen 05   |          |
| C        | Roland Nagy    | Magonza        |          |
| C        | Ronny Weimer   | Wormatia Worms |          |

### Sessione invernale
| Acquisti | Acquisti               | Acquisti              | Acquisti |
| R.       | Nome                   | da                    | Modalità |
| -------- | ---------------------- | --------------------- | -------- |
| A        | Christoph Westerthaler | Eintracht Francoforte |          |
| D        | Christian Leßmann      | SV Lohhof             |          |

| Cessioni | Cessioni      | Cessioni              | Cessioni |
| R.       | Nome          | a                     | Modalità |
| -------- | ------------- | --------------------- | -------- |
| A        | Frank Laviani | Aalen                 |          |
| C        | Daniel Neamtu | Eintracht Norderstedt |          |

## Risultati

### Regionalliga sud

#### Girone di andata
| Arbitro: | Walz |

|                                 |           |           |
| Juric 29’ Timmermann 41’ (aut.) | Marcatori | 16’ Opoku |

| Arbitro: | Ehing |

|            |           |  |
| Rüppel 28’ | Marcatori |  |

| Arbitro: | Ertl |

|                              |           |                        |
| Magdic 32’, 67’ Barlecaj 63’ | Marcatori | 24’ Laviani 41’ Rüppel |

| Arbitro: | Lippus |

|                                 |           |                        |
| Rüppel 9’ Boehnke 19’ Costa 27’ | Marcatori | 62’ Hoop 67’ Seeberger |

| Arbitro: | Frey |

|           |           |  |
| Mores 62’ | Marcatori |  |

| Arbitro: | Viktora |

|                    |           |  |
| Park 5’ Rüppel 74’ | Marcatori |  |

| Arbitro: | Schalk |

|               |           |                                |
| Hasanovic 60’ | Marcatori | 22’ Boehnke 88’ (aut.) Stranzl |

| Arbitro: | Pfuhl |

|                                     |           |  |
| Mokhtari 56’ Rüppel 78’ Laviani 90’ | Marcatori |  |

| Arbitro: | Brombacher |

|             |           |                         |
| Piegzik 46’ | Marcatori | 3’ Mokhtari 49’ Pereira |

| Arbitro: | Buchhart |

|            |           |          |
| Rüppel 64’ | Marcatori | 34’ Hein |

| Arbitro: | Kircher |

|           |           |           |
| Menck 16’ | Marcatori | 14’ Opoku |

| Francoforte sul Meno 9 ottobre 1999, ore 14:30 CEST 12ª giornata | FSV Francoforte | 0 – 0 referto | Wehen | Stadion am Bornheimer Hang (1 000 spett.)\| Arbitro: \| Emmer \| |
| Arbitro:                                                         | Emmer           |               |       |                                                                  |

| Arbitro: | Wolf |

|                      |           |                              |
| Leßmann 16’ Zott 35’ | Marcatori | 15’, 75’ Rüppel 22’ Mokhtari |

| Arbitro: | Kiefer |

|                                  |           |                        |
| Costa 11’ (rig.), 17’ Örtülü 90’ | Marcatori | 65’ Mouktar 80’ Hörner |

| Arbitro: | Walz |

|                                               |           |                     |
| Hofmann 5’, 32’ Jarolím 41’, 82’ Banaczek 45’ | Marcatori | 60’ Bury 90’ Örtülü |

| Arbitro: | Ertl |

|  |           |                                        |
|  | Marcatori | 45’, 60’, 81’, 88’ Djappa 70’ Hoffmann |

| Stoccarda 13 novembre 1999, ore 14:30 CET 17ª giornata | Stoccarda II | 0 – 0 referto | FSV Francoforte | Robert-Schlienz-Stadion (250 spett.)\| Arbitro: \| Kammerer \| |
| Arbitro:                                               | Kammerer     |               |                 |                                                                |

#### Girone di ritorno
| Arbitro: | Palilla |

|                       |           |                       |
| Mokhtari 49’ Bury 64’ | Marcatori | 9’ Gfreiter 88’ Juric |

| Arbitro: | Bicheler |

|                                       |           |                 |
| Klaus 40’ Fuchsbauer 61’ Scheidig 90’ | Marcatori | 66’, 76’ Rüppel |

| Arbitro: | Greipl |

|  |           |            |
|  | Marcatori | 30’ Magdic |

| Arbitro: | Kiefer |

|           |           |  |
| Wölki 17’ | Marcatori |  |

| Arbitro: | Hofmann |

|                                 |           |             |
| Westerthaler 25’ Timmermann 34’ | Marcatori | 83’ Lützler |

| Arbitro: | Schalk |

|          |           |          |
| Römer 9’ | Marcatori | 61’ Bury |

| Arbitro: | Wolf |

|                  |           |           |
| Westerthaler 54’ | Marcatori | 17’ Aygün |

| Arbitro: | Keßler |

|                                   |           |                      |
| Aziz 5’ Rank 18’, 35’ Malchow 26’ | Marcatori | 30’ Rüppel 82’ Costa |

| Arbitro: | Ortola-Knopp |

|  |           |            |
|  | Marcatori | 56’ Winter |

| Arbitro: | Schmidt |

|            |           |                  |
| Rögele 22’ | Marcatori | 71’ Westerthaler |

| Arbitro: | Perl |

|                                |           |                           |
| Mokhtari 38’ (rig.) Rüppel 62’ | Marcatori | 33’ Laviani 47’ Coulibaly |

| Arbitro: | Trautmann |

|             |           |           |
| Vollmar 17’ | Marcatori | 3’ Rüppel |

| Arbitro: | Kammerer |

|                                                |           |                          |
| Mokhtari 25’, 31’ Westerthaler 44’ Pereira 78’ | Marcatori | 48’ Hablowetz 81’ Wimmer |

| Arbitro: | Edinger |

|                    |           |                                 |
| Russo 1’ Dybek 73’ | Marcatori | 81’ Timmermann 90’ Westerthaler |

| Arbitro: | Brombacher |

|                                        |           |                                      |
| Timmermann 34’ Westerthaler 85’ (rig.) | Marcatori | 20’ Hofmann 45’ Sinkala 68’ Di Salvo |

| Arbitro: | Friedrichs |

|                                      |           |  |
| Traub 25’ Djappa 35’ Lapaczinski 56’ | Marcatori |  |

| Arbitro: | Ertl |

|                  |           |  |
| Westerthaler 67’ | Marcatori |  |

## Statistiche

### Statistiche di squadra
| Competizione     | Punti | In casa | In casa | In casa | In casa | In casa | In casa | In trasferta | In trasferta | In trasferta | In trasferta | In trasferta | In trasferta | Totale | Totale | Totale | Totale | Totale | Totale | DR |
| Competizione     | Punti | G       | V       | N       | P       | Gf      | Gs      | G            | V            | N            | P            | Gf           | Gs           | G      | V      | N      | P      | Gf     | Gs     | DR |
| ---------------- | ----- | ------- | ------- | ------- | ------- | ------- | ------- | ------------ | ------------ | ------------ | ------------ | ------------ | ------------ | ------ | ------ | ------ | ------ | ------ | ------ | -- |
| Regionalliga sud | 41    | 17      | 7       | 5       | 5       | 26      | 25      | 17           | 3            | 6            | 8            | 22           | 32           | 34     | 10     | 11     | 13     | 48     | 57     | -9 |
| Totale           | 41    | 17      | 7       | 5       | 5       | 26      | 25      | 17           | 3            | 6            | 8            | 22           | 32           | 34     | 10     | 11     | 13     | 48     | 57     | -9 |

### Andamento in campionato
| Giornata  | 1  | 2 | 3  | 4 | 5  | 6 | 7 | 8 | 9 | 10 | 11 | 12 | 13 | 14 | 15 | 16 | 17 | 18 | 19 | 20 | 21 | 22 | 23 | 24 | 25 | 26 | 27 | 28 | 29 | 30 | 31 | 32 | 33 | 34 |
| --------- | -- | - | -- | - | -- | - | - | - | - | -- | -- | -- | -- | -- | -- | -- | -- | -- | -- | -- | -- | -- | -- | -- | -- | -- | -- | -- | -- | -- | -- | -- | -- | -- |
| Luogo     | T  | C | T  | C | T  | C | T | C | T | C  | T  | C  | T  | C  | T  | C  | T  | C  | T  | C  | T  | C  | T  | C  | T  | C  | T  | C  | T  | C  | T  | C  | T  | C  |
| Risultato | P  | V | P  | V | P  | V | V | V | V | N  | N  | N  | V  | V  | P  | P  | N  | N  | P  | P  | P  | V  | N  | N  | P  | P  | N  | N  | N  | V  | N  | P  | P  | P  |
| Posizione | 13 | 8 | 12 | 6 | 12 | 8 | 8 | 4 | 4 | 4  | 4  | 4  | 4  | 3  | 4  | 5  | 5  | 5  | 5  | 6  | 9  | 6  | 7  | 8  | 11 | 12 | 13 | 12 | 12 | 11 | 11 | 11 | 13 | 14 |

Legenda:

Luogo: C = Casa; T = Trasferta. Risultato: V = Vittoria; N = Pareggio; P = Sconfitta.

### Statistiche dei giocatori
| J. Boehnke      | 9  | 2  | 0  | 0 |
| S. Bury         | 1  | 0  | 0  | 0 |
| A. Castellino   | 18 | 0  | 2  | 0 |
| E. Costa        | 28 | 4  | 3  | 0 |
| E. Giuliana     | 9  | 0  | 0  | 0 |
| R. Glasenhardt  | 33 | 0  | 0  | 0 |
| C. Hennig       | 25 | 0  | 3  | 1 |
| J. Hoffelner    | 1  | 0  | 0  | 0 |
| M. Kabaca       | 29 | 0  | 5  | 1 |
| M. Klein        | 22 | 0  | 1  | 1 |
| T. Lasser       | 33 | 0  | 7  | 0 |
| F. Laviani      | 18 | 2  | 10 | 0 |
| C. Leßmann      | 10 | 0  | 0  | 0 |
| B. Livgökmen    | 0  | 0  | 0  | 0 |
| Y. Mokhtari     | 32 | 7  | 10 | 0 |
| A. Opoku        | 22 | 2  | 2  | 0 |
| K. Park         | 21 | 1  | 6  | 1 |
| M. Pereira      | 17 | 2  | 1  | 1 |
| A. Piske        | 14 | 0  | 2  | 0 |
| A. Rüppel       | 32 | 13 | 0  | 1 |
| T. Timmermann   | 33 | 3  | 3  | 0 |
| C. Westerthaler | 14 | 7  | 4  | 0 |
| Y. Örtülü       | 18 | 2  | 1  | 0 |